# Constituição Provisória da República da China

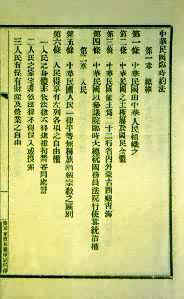
A primeira página da Constituição Provisória da República da China

A Constituição Provisória da República da China foi a lei constitucional da República da China durante o período de tutela. Foi a segunda lei constitucional desde que o Império Qing foi renomeado e reestruturado como República da China. Foi promulgada pelo Governo Nacional em maio de 1931 e foi abolida naturalmente até 25 de dezembro de 1946, após a implementação da Constituição da República da China. Contudo, nunca foi promulgado pela autoridade competente.
Após a vitória na Revolução Xinhai, o Governo Provisório de Nanquim da República da China, liderado por Sun Yat-sen, elaborou a Constituição Provisória da República da China (chinês tradicional: 中華民國臨時約法, chinês simplificado: 中华民国临时约法, pinyin: Zhōnghuá Mínguó línshí yuēfǎ, 1912), que era um esboço de regulamentos básicos com as qualidades de uma constituição formal.
Em 11 de março de 1912, a Constituição Provisória entrou em vigor como lei suprema, substituindo o antigo esboço organizacional do governo. Posteriormente, em 1º de maio de 1914, foi substituída por um pacto constitucional instituído por Yuan Shikai. No entanto, em 29 de junho de 1916, foi restaurada pelo presidente Li Yuanhong.
O Movimento de Proteção Constitucional lançado pelo Governo Militar da República da China em Guangzhou em 10 de setembro de 1917, tinha como objetivo "proteger" esta constituição provisória. Entretanto, como a Era dos Senhores da Guerra dividiu o país em facções beligerantes, a constituição provisória foi gradualmente substituída pelas constituições emitidas por cada governo rival. No governo de Beiyang, a constituição provisória foi substituída pela constituição de Cao Kun em 10 de outubro de 1923. No Governo de Nanquim, a constituição provisória só foi substituída em 1º de junho de 1931, quando a Constituição Provisória do Período de Tutela Política foi anunciada, embora a antiga constituição raramente fosse discutida após o estabelecimento do Governo Nacionalista em 1º de julho de 1925. A partir de 1928, os nacionalistas passaram a operar sob uma Lei Orgânica que 
tinha uma relação ambígua com a Constituição Provisória de 1931, pois ela não havia sido completamente substituída.
A Constituição da República da China substituiu-a em 1946, pondo fim ao Período de Tutela.

## Esboço da constituição
1. O sistema de governo imitaria o gabinete francês: o Senado da época queria restringir as ambições de Yuan Shikai e mudou o sistema presidencial para um sistema parlamentar para que Yuan se tornasse uma figura decorativa.
2. Os princípios gerais deveriam ser delineados concisamente, regulando os elementos fundamentais da nação em princípio.
3. A eleição presidencial ainda seria realizada no Senado, de acordo com o esboço organizacional do Governo provisório.
4. O sistema judiciário era completamente independente, o que correspondia ao princípio da separação de poderes: a Constituição provisória regulamentava que o presidente provisório e o Ministro da Justiça nomeariam juízes separadamente. Os julgamentos deveriam ser administrados por juízes de forma independente, sem a intervenção do governo.

## Antecedentes da promulgação da lei
Em 1928, o Governo Nacionalista, liderado pelo Kuomintang, obteve uma vitória decisiva na Expedição do Norte, consolidando o controle sobre a China e encerrando os principais conflitos internos. Seguindo as Diretrizes Fundamentais Nacionais de Sun Yat-sen, a administração militar foi encerrada, e o país entrou no período de tutela.
Em março de 1929, o 3º Congresso Nacional do Kuomintang decidiu adiar a formulação de uma constituição. Em vez disso, promulgou a Lei de Organização do Governo Nacional e as Diretrizes do Período de Tutela, como complementos às Diretrizes Fundamentais Nacionais.
Em 8 de maio de 1931, foi realizada a Assembleia Nacional. Em 12 de maio, a Lei do Período de Tutela Política foi aprovada e, em 1º de junho, foi promulgada e implementada pelo Governo Nacional.

## Conteúdo
A Lei do Período de Tutela Política é composta por oito capítulos e 89 artigos. Seu conteúdo abrange um esboço geral, direitos dos cidadãos, diretrizes de tutela, meios de subsistência nacional, educação nacional, autoridades centrais e locais, organização governamental e disposições suplementares. Suas principais características são as seguintes:
1. Para a liberdade e os direitos dos cidadãos, exceto as crenças religiosas, é implementado o protecionismo indireto, ou seja, a proteção dos direitos humanos depende de leis, e o governo pode restringi-la de acordo com as leis. 
2. As Diretrizes do Período de Tutela reconfirmaram a forma de governança do partido, e o partido que governa o país é o Partido-Estado.
3. Há dois capítulos sobre meios de subsistência e educação nacionais. Eles anunciam as diretrizes e metas políticas do governo nesses dois aspectos, ao mesmo tempo em que implementam a política de Sun Yat-sen sobre a subsistência do povo.
4. A autoridade dos governos central e local está sujeita ao princípio da igualdade de direitos. Está também sujeito ao conteúdo dos poderes de ambas as partes, exceto as patentes industriais e comerciais e as franquias monopolistas, que estão sob a jurisdição do governo central; o resto é regulado detalhadamente por lei. 
5. A organização do Governo Nacional inclui cinco yuans e um sistema de comitês, ou seja, é composta por comitês do Governo Nacional. Além de representar a República da China, o presidente do partido também nomeia o presidente dos cinco yuans. Portanto, a organização do Governo Nacional apresenta características evidentes do sistema presidencialista. Províncias e condados se preparariam para o autogoverno, e os governadores seriam eleitos pelo povo.
6. O regulamento complementar estipula que esta Constituição Provisória é a lei suprema do período de tutela. O Comitê Executivo Central do Kuomintang é responsável por interpretar a lei.

## Abolição
A Constituição Provisória da República da China serviu como base legal durante o Período de Tutela. Inicialmente, sua revogação estava prevista para o fim desse período, em 1936. No entanto, devido à invasão japonesa na China, a Assembleia Nacional constitucional foi adiada várias vezes, impedindo o início do constitucionalismo.
Em 1946, a Assembleia Nacional Constitucional promulgou a Constituição da República da China, juntamente com os Procedimentos Preparatórios para sua Implementação. Determinou-se que todas as leis em conflito com a nova Constituição deveriam ser revogadas imediatamente. Simultaneamente, o Governo Nacional promulgou a Lei sobre o Término do Período de Tutela, encerrando oficialmente esse regime governamental.